# Kýlnatka tamilská
Kýlnatka tamilská (Laubuka dadiburjori, či Chela dadiburjori, známá též jako dadio, nebo Kýlnatka trpasličí), je drobná sladkovodní paprskoploutvá ryba z čeledi kaprovití (Cyprinidae). Pochází z Indie. Zlatavá rybka s prostředním černomodrým pruhem, nebo také tečkovaným pruhem. Je to méně častá akvarijní ryba zdržující se v horní polovině vodního sloupce akvárií.

## Výskyt
Pochází z řek a potoků jihozápadní Indie při pobřeží s Arabským mořem od Tamil Nadu po Maháráštra.

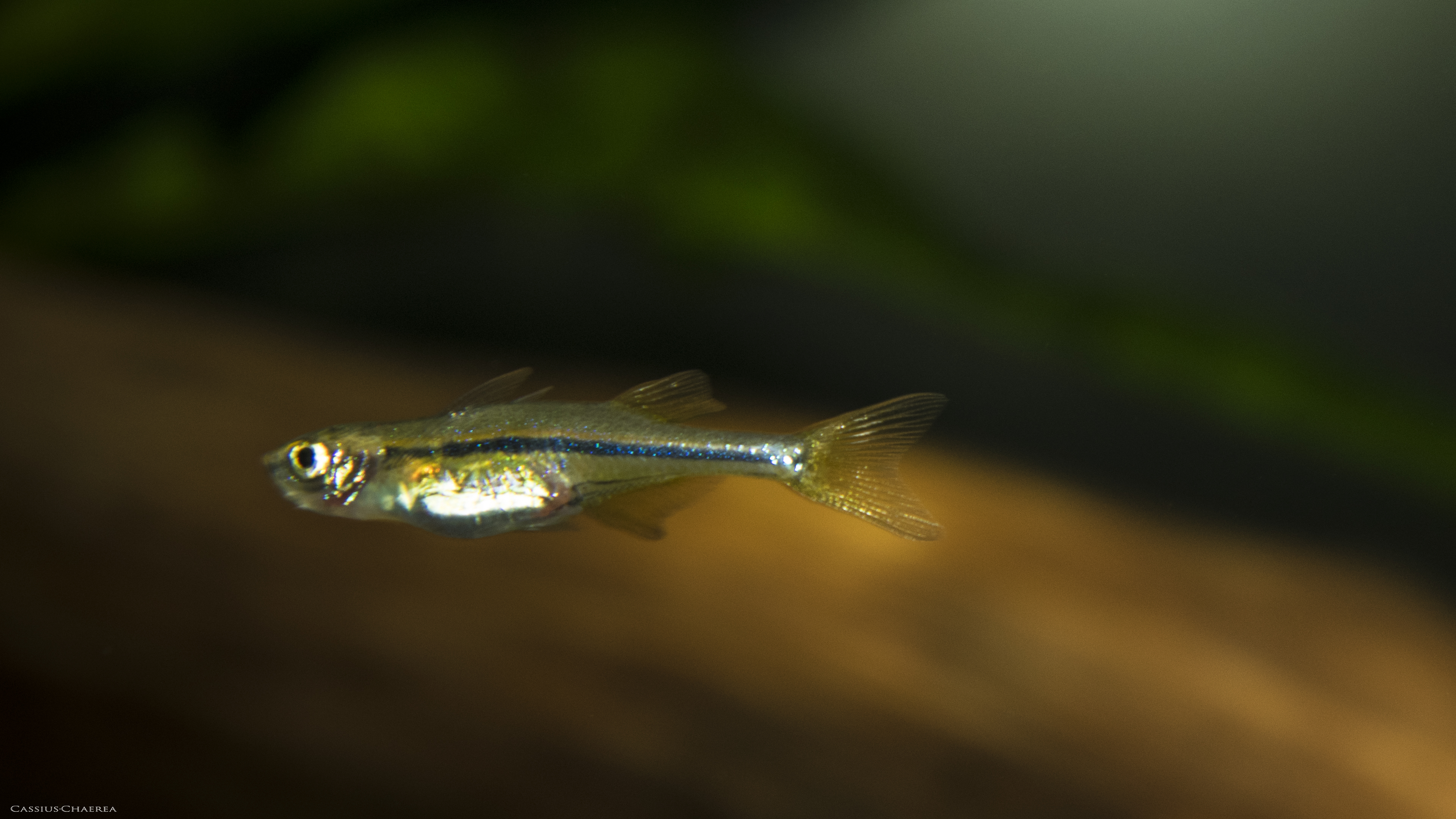
Kýlnatka tamilská

## Rozdíl v pohlaví
Samice jsou v době tření zavalitější. Samci naopak štíhlejší a barevně výraznější.

## Chov v akváriu
- Chov ryby: Nenáročný chov. Ryba je vhodná do společenských akvárií se stejně velkými rybami. Je vhodné ji chovat v hejnu alespoň 6 a více kusů.[3]
- Teplota vody: 16–26°C[3]
- Kyselost vody: 6–7,5pH[3]
- Tvrdost vody: 5–19°dGH[3]
- Krmení: Jedná se o všežravou rybu, preferuje živou hmyzí potravu, přijímá také vločkové, nebo mražené krmivo. Pro dobré vybarvení a růst by měla převažovat živočišná potrava.[3]
- Rozmnožování: Volně kladoucí jikry ve shlucích rostlin a v loužičkách vody na povrchu plovoucích listů rohatce žluťuchového.[3]